# 科爾法克斯縣 (內布拉斯加州)
科爾法克斯縣（英語：Colfax County）是美國內布拉斯加州東部的一個縣。面積1,084平方公里。根據美國2000年人口普查，共有人口10,441人。縣治斯凱勒 (Schuyler)。
成立於1869年2月15日。縣名紀念第十七任副總統斯凱勒·科爾法克斯（Schuyler Colfax）。